# زيجوتا
زيجوتا (بالبولندية: Rada Pomocy Żydom przy Delegaturze Rządu RP na Kraj) كان عبارة عن منظمة سرية لإنقاذ البولنديين واليهود، وكانت قد عملت في الفترة من الرابع من شهر ديسمبر من عام 1942 إلى شهر يناير من عام 1945 في بولندا التي كانت تحت الاحتلال الألماني كان هدف منظمة زيجوتا الرئيسي هو تنسيق جهود إنقاذ اليهود من اضطهاد النازيين ومن قتلهم لهم، وكان يعمل أعضاؤها في الخفاء، وغالبًا ما كانوا يعرضون حياتهم للخطر. زودت زيغوتا عشرات الآلاف من اليهود بهويات زائفة. كما حددت الشبكة أماكن للاختباء وأوصلت المال والمساعدات الطبية والطعام لآلاف من اليهود الذين كانوا تحت رعايتها، وقد كرمت مؤسسة ياد فاشيم منظمة زيغوتا وأعضاءها على جهودهم.
كان لدى زيجوتاأقسام متخصصة في قضايا مثل الملابس، رفاهية الأطفال، الرعاية الطبية، الإسكان وغيرها من القضايا ذات الصلة. كانت تحتوي على حوالي مئة خلية تقدم الطعام والرعاية الطبية والمال، وكذلك الوثائق المزورة لآلاف اليهود البولنديين الذين كانوا يختبئون في الجانب "الأرياني" من منطقة الاحتلال الألماني. تم وصف إنشاء وتوزيع الوثائق المزورة على أنها واحدة من المهام الرئيسية للمنظمة، ويُقدّر أنها أنتجت ما يصل إلى مئة مجموعة من الهويات المزورة للاجئين اليهود. وتُقدّر تقديرات أخرى أن Żegota قامت بتزوير حوالي 50,000 وثيقة مثل شهادات الزواج، سجلات المعمودية، شهادات الوفاة، وبطاقات العمل لمساعدة اليهود على التظاهر بأنهم مسيحيون. في تزوير الوثائق، تعاونت Żegota مع الجيش البولندي المنزلي (أرميا كرايوفا)، الذي كان غالبًا ما يوفر تسهيلات لتزوير وثائق الهوية الألمانية.
كان مقر المنظمة في وارسو في شارع زورافيا 24. كانت زيجوتانشطة بشكل رئيسي في وارسو، لكنها قدمت أيضًا المال والطعام والأدوية للسجناء في عدة معسكرات عمل قسرية، وكذلك للاجئين في كراكوف و فيلنو (فيلنيوس) و لفوف (لفيف). كانت أنشطة زيجوتا تتداخل إلى حد كبير مع أنشطة المنظمات الرئيسية الأخرى المكرسة لمساعدة اليهود في بولندا، مثل اللجنة الوطنية اليهودية التي كانت تهتم بحوالي 5,600 يهودي؛ و البوند الذي كان يهتم بـ 1,500 آخرين. معًا، تمكنت هذه المنظمات الثلاث من الوصول إلى حوالي 8,500 من 28,000 يهودي مختبئين في وارسو، وربما حوالي 1,000 آخرين مختبئين في أماكن أخرى من بولندا.
كان قسم الأطفال في زيجوتا في وارسو، الذي ترأسه العاملة الاجتماعية البولندية إيرينا سندلر، يعتني بحوالي 2,500 طفل يهودي. تم وضع العديد منهم مع عائلات حاضنة، في دور الأيتام العامة، ودور الأيتام التابعة للكنيسة، وفي الأديرة.
طالبت زيجوتا مرارًا الحكومة البولندية في المنفى و تفويض الحكومة في بولندا بأن تطلب من الشعب البولندي مساعدة اليهود المضطهدين. ومع مرور الوقت، زادت الحكومة في المنفى من تمويلها لزيجوتا طوال الحرب.
قدّر المؤرخ ريتشارد سي أن حوالي 60,000 يهودي، أي حوالي نصف اليهود الذين نجوا من الهولوكوست في بولندا المحتلة، تم مساعدتهم بأي شكل من الأشكال بواسطة زيجوتا. بينما قدّر تسزواف لوتشاك أن عدد المستفيدين من المساعدة كان حوالي 30,000. أما بول آر. بارتروب فقد قدّر أن زيجوتا ساعدت في إنقاذ حوالي 4,000 يهودي ووفرت المساعدة لحوالي 25,000 شخص إجماليًا.